# Sylvia Holland
Sylvia Holland (20 de julio de 1900 – 14 de abril de 1974), también conocida como Sylvia Moberly-Holland fue una ilustradora y la segunda mujer en convertirse en artista de guion gráfico para Walt Disney Productions. Trabajó para Disney en la década de los años 30 y 40, y es especialmente conocida por su obra en la película de 1940 Fantasía.

## Biografía
Sylvia Moberly-Holland nació en Ampfield, Gran Bretaña. Trabajó durante un tiempo como artista de bocetos para Universal Studios. Después de ver la película de animación Blancanieves y los siete enanitos de Walt Disney, decidió que quería trabajar para Disney, y en 1938 se convirtió en la segunda mujer contratada en el departamento de historia, después de Bianca Majolie (hasta entonces, las mujeres sólo eran contratadas para hacer entintado y pintura). Sus responsabilidades en Disney incluían la dirección de la historia, arte conceptual, estudios de color, sincronización y supervisión de otros artistas.
Trabajó en estudios conceptuales, diseños de personajes, fondos, y estudios de color para Fantasía.  Una música, así como una artista, contribuyó con un número de ideas para la historia, especialmente para conjuntos de segmentos de El cascanueces, de Chaicovski y Sinfonía n.º 6, de Beethoven. Lideró el equipo de argumento para la secuencia "Waltz of the Flowers" que se ajustó a la música de Chaikovski, y más tarde, dijo que disfrutó enormemente trabajando en Fantasia, aunque tuvo problemas con algunos artistas hombres a los que no les gustaba recibir órdenes de una mujer. Walt Disney la tenía en alta estima, señalando que Holland era «una artista muy talentosa con un maravilloso sentido para la decoración y el color» que «contribuyó enormemente al buen gusto y la belleza de nuestras imágenes».
Con Mary Blair, desarrolló el arte conceptual para Baby Ballet, una secuencia destinada a una secuela planeada de Fantasía que nunca se hizo. También desarrolló arte conceptual para la película de 1942 Bambi y trabajó en la historia de la película de 1946 Música maestro.
Fue despedida de Disney al final de la Segunda Guerra Mundial, pero continuó haciendo arte hasta su muerte en Tarzana, California.
Holland fue también una pionera criadora de gatos balineses y trabajó para establecer el estándar de la raza en los años sesenta y setenta.